# Кристина Грими
Кристина Виктория Грими (на английски: Christina Victoria Grimmie) (12 март 1994 г. – 10 юни 2016 г.) е американска певица, известна с участието си в шоуто „The Voice“ (Гласът) по NBC, както и със своите кавъри на известни поп изпълнители в YouTube.

## Детски години
Кристина Грими е родена и израснала в Марлтън, Ню Джърси, където учи в местното Баптистко начално училище и гимназията „Cherokee“. Тя е от италиански и румънски произход. Нейният баща забелязва таланта ѝ за пеене, когато е на шест години. Започва да свири на пиано на 10-годишна възраст. Въпреки че получава уроци по пиано, тя казва, че свири по слух. В редица нейни видео материали и интервюта, Грими се определя като християнка. Тя учи на самостоятелна подготовка през 2010 г., а през 2014 г. осиновява куче и започва да работи с организацията „PETA“ за насърчаване на осиновяването на домашни любимци.

## Кариера

### 2009 – 2010: YouTube откритие и признание
Кристина Грими започва да качва видеоклипове в канала си в YouTube през 2009 г., на 15-годишна възраст. Първото видео, което публикува, е кавър на песента на Хана Монтана „Don't Wanna Be Torn“. Кавърът на „Just a Dream“ има над 128 милиона гледания между трите официални версии на видеото, към февруари 2016 г. Общо тя има над 375 милиона гледания и над два милиона абоната на канала си към април 2013 г., което я поставя на 4-то място за музикант с най-много YouTube абонирания. Тя е на 2-ро място в конкурса „MyYouTube“ зад Селена Гомес и преди Риана, Ники Минаж и Джъстин Бийбър. Тъй като популярността ѝ нараства в YouTube, Грими е открита от майката на Гомес, Манди Тийфи. Тийфи и нейният съпруг стават мениджъри на Грими.

### 2011: Find Me
Грими участва в благотворителен концерт на УНИЦЕФ, а също и изпълнява беквокали за групата „Selena Gomez & the Scene“. Тя участва на първия „DigiTour“ през 2011 г., който е създаден специално за хора на изкуството от YouTube. Гомес става неин наставник.
Нейното първо EP, озаглавено „Find Me“ излиза на 14 юни 2011 г. Дебютният ѝ сингъл „Advice“ е пуснат по Радио Дисни на 11 юни, а музикалния клип, режисиран от Шон Бейбъс излиза на 19 юли в канала в YouTube.

### 2012 – 2013: With Love
През януари 2012 г. Грими се премества в Лос Анджелис, за да развива кариерата си на пеене. В началото на април подписва с Creative Artists Agency. Дебютният ѝ албум With Love е издаден на 6 август 2013 г. На 3 октомври на видеоклипа за „Tell My Mama“ е направена ексклузивната премиера в Billboard.com.

### 2014: The Voice
Грими се явява на кастинг за сезон 6 на певческия формат „The Voice“ по NBC, което споделя самата тя на Facebook страницата си. По време на „слепите прослушвания“, тя пее „Wrecking Ball“ на Майли Сайръс. Всичките четирима ментори Адам Лавин, Ъшър, Шакира и Блейк Шелтън, обръщат столовете си за нея. Грими завършва на трето място зад победителя Джош Кауфман и подгласника Джейк Уортингтън.

### 2014 – 2016: Голям лейбъл дебют
По време на състезанието менторът на Грими Адам изразява желанието си да подпише с нея, Лил Уейн също има интерес към нея. в крайна сметка Грими избира да подпише с Island Records. Тя е на турне с предишни участници от шоуто, включително от сезон 5 победителя Тесейн Чин, подгласника Жак Лий, Уил Чамплин, Дая Фрамптън и колегите си от сезон 6 Кристен Мерлин и Джейк Баркър. „The Voice“ лятното турне започва на 21 юни 2014 г. в Сан Антонио, Тексас. Грими започва да пише и записва музика за нов албум. Очаква се първият сингъл да излезе през юли 2014 г., а самия албум по-късно през годината. На 11 юли, тя съобщава, че новият ѝ сингъл ще се нарича „Must Be Love“. На 15 юли 2014, чрез live stream Кристина обявява, че песента ще излезе на 31 юли.
На 4 март 2015 г. Грими съобщава, че е напуснала Island Records и че работи върху нов албум, който трябва да излезе до края на 2015 г. Новият сингъл от албума, „Cliché“ излиза на 16 март 2015 г. На 27 април, излиза „Stay With Me“, в сътрудничеството с „Diamond Eyes“, която се изкачва до № 5 в iTunes Electronic Charts. На 2 юли 2015 г., тя издава своя трети сингъл, „Shrug“.
На 21 февруари 2016 г. Грими издава второто си EP, озаглавено „Side A“, което се състои от четири песни.

## Влияния
Грими израства слушайки изпълнителката на християнска музика Стейси Орико: „Тя има наистина страхотен глас и аз бях така привлечена от нея. Мисля, че причината да имам такъв глас е, защото съм израснала в слушане на нея и тя ми беше в огромно, огромно влияние. Исках да звуча точно като нея, писах песни, които доста звучат като нещо, което тя би направила“. Грими цитира и Кристина Агилера като основно влияние за гласа си. Тя също така се възхищава на Бионсе за нейните вокали. Грими казва и че харесва дъбстеп и DJ музика, както и рокендрол и хевиметъл, като любимите ѝ групи са Metallica, Pantera, Iron Maiden и Tool.

## Смърт
На 10 юни 2016 г. Кристина Грими е простреляна три пъти от 27-годишния Кевин Джеймс Лойб в Сейнт Питърсбърг, Флорида, докато раздава автографи след концерт заедно с „Before You Exit“ в „The Plaza Live“ в Орландо. Лойб се самоубива, след като е съборен от брата на Кристина – Маркъс. Грими е откарана в Регионалния медицински център Орландо в критично състояние, където умира рано на следващия ден. Началникът на полицията Джон Мина по-късно нарича действията на Маркъс Грими „героични“ и казва, че ако не е бил той „можеше да има [още] убити там“.
Полицията в Орландо съобщава, че Лойб не е имал криминално досие в окръга и не е познавал Кристина Грими лично. А говорителят на отдела казва, че Лойб е пътувал до Орландо „очевидно за извършване на това престъпление“. Лойб взима със себе си два пистолета, два допълнителни пълнителя, пълни с боеприпаси, както и ловджийски нож.
След потвърждението за смъртта на Кристина Грими, „The Voice“ написва, „Нямаме думи. Загубихме една красива душа с невероятен глас“. Нейният бивш ментор, Адам Лавин, пише, че той и съпругата му са били „напълно съсипани и с разбито сърце... Това е още един безсмислен акт на крайно насилие. Аз съм зашеметен и объркан как тези неща могат евентуално да продължат да се случват в нашия свят“. Дългогодишната приятелка и бивша тур-половинка Селена Гомес пише: „Сърцето ми е абсолютно разбито. Липсваш ми, Кристина“. Групата „Before You Exit“, с които Кристина прекарва последните си мигове преди стрелбата, пишат: „Днес загубихме ангел, сестра, и обичан приятел“.

### Други отзиви и последици
Американската хевиметъл група „Pantera“ излиза с изявление, поради приликите между убийството на Кристина Грими и смъртта на бившия китарист на бандата Даръл Абът. Pantera призовава концертните промоутъри и собственици на клубове да приложат по-добри мерки за сигурност за защита на изпълнителите от „въоръжени фанатици. Това не е единичен случай и друга изгряваща звезда трябваше да плати с живота си. Нещо трябва да се промени“.
Селена Гомес, която е на няколко мили в „Amway Center“, когато Грими е застреляна, отменя meet-and-greet с феновете, който е планиран като част от концерта ѝ в Маями на следващата нощ. В Калифорния, VidCon обявява плановете си да се затегнат мерките за сигурност, включително добавяне на детектори за метал и служители по сигурността, и за забрана на неформални meet-and-greet. Адвокат от индустрията казва че, металните детектори са скъпи и недолюбвани, „и аз разбирам, че наемането на повече охрана и проверки също е скъпо, и феновете не го харесват. Но това е новата реалност“.

## Дискография

### Студио албуми
| Заглавие  | Подробности                                                                                   | Най-висока позиция | Най-висока позиция | Най-висока позиция |
| Заглавие  | Подробности                                                                                   | US                 | US Indie           | BEL (FL)           |
| --------- | --------------------------------------------------------------------------------------------- | ------------------ | ------------------ | ------------------ |
| With Love | - Издаден: 6 август 2013 г. - Лейбъл: Creative Artists Agency - Фромат: CD, дигитално сваляне | 101                | 20                 | 167                |

### ЕР
| Заглавие | Подробности                                                                                                   | Най-висока позиция | Най-висока позиция | Най-висока позиция |
| Заглавие | Подробности                                                                                                   | US                 | US Indie           | CAN                |
| -------- | --- | ------------------ | ------------------ | ------------------ |
| Find Me  | - Издаден: 14 юни 2011 г. - Лейбъл: Creative Artists Agency - Формат: CD, дигитално сваляне                   | 35                 | 6                  | 44                 |
| Side A   | - Издаден: 21 февруари 2016 г. - Лейбъл: LH7 Management - Формат: дигитално сваляне                           | 171                | 11                 | —                  |
| Side B   | - Издаден: 21 април 2017 г. - Лейбъл: Universal Music Group, Republic Records - Формат: CD, дигитално сваляне | –                  | –                  | —                  |

### Сингли
| „Advice“                                          | 2011 | —  | 3 | Find Me          |
| „Liar Liar“                                       | 2011 | 15 | — | Find Me          |
| „Tell My Mama“                                    | 2013 | —  | — | With Love        |
| „Must Be Love“                                    | 2014 | —  | 1 | Non-album single |
| „Cliché“                                          | 2015 | —  | — |                  |
| „Shrug“                                           | 2015 | —  | 5 |                  |
| „—“ показва, че песента не е влязла в класацията. |      |    |   |                  |

### Издадено от „The Voice“
| Заглавие                         | Подробности                                                                      |
| The Complete Season 6 Collection | - Издаден: 20 май 2014 г. - Лейбъл: Republic Records - Формат: дигитално сваляне |
| -------------------------------- | -------------------------------------------------------------------------------- |

| „Wrecking Ball“                                  | –  | —  | Майли Сайръс                        |
| „I Knew You Were Trouble“                        | –  | —  | Тейлър Суифт                        |
| „Counting Stars“                                 | –  | —  | OneRepublic                         |
| „I Won't Give Up“                                | –  | —  | Джейсън Мрац                        |
| „Dark Horse“                                     | –  | —  | Кейти Пери                          |
| „Hold On, We're Going Home“                      | 74 | 64 | Дрейк с участието на Маджид Джордан |
| „How to Love“                                    | 79 | 79 | Лил Уейн                            |
| „Hide and Seek“                                  | –  | —  | Имоджен Хийп                        |
| „Some Nights“                                    | –  | —  | фън.                                |
| „Can't Help Falling in Love“                     | 74 | 68 | Елвис Пресли                        |
| „Somebody That I Used to Know“                   | 66 | 47 | Готие с участието на Кимбра         |
| „—“ показва, че песента не е влязла в класациите |    |    |                                     |

### Видеоклипове
| Година | Заглавие         | Режисьор     |
| ------ | ---------------- | ------------ |
| 2011   | „Advice“         | Шон Бейбъс   |
| 2013   | „Tell My Mama“   | Дейвид Търви |
| 2013   | „Feelin' Good“   | N/A          |
| 2015   | „Cliché“         | N/A          |
| 2015   | „What A Girl Is“ | N/A          |
| 2015   | „Shrug“          | N/A          |
| 2016   | „Snow White“     | N/A          |
| 2016   | „Anybody's You“  | N/A          |
| 2016   | „Deception“      | N/A          |
| 2016   | „Without Him“    | N/A          |